# KBTBD7
KBTBD7‏ (Kelch repeat and BTB domain containing 7) هوَ بروتين يُشَفر بواسطة جين KBTBD7 في الإنسان.